# Ventosa de la Cuesta
Ventosa de la Cuesta is een gemeente in de Spaanse provincie Valladolid in de regio Castilië en León met een oppervlakte van 16,21 km². Ventosa de la Cuesta telt 121 inwoners (1 januari 2016).

## Demografische ontwikkeling

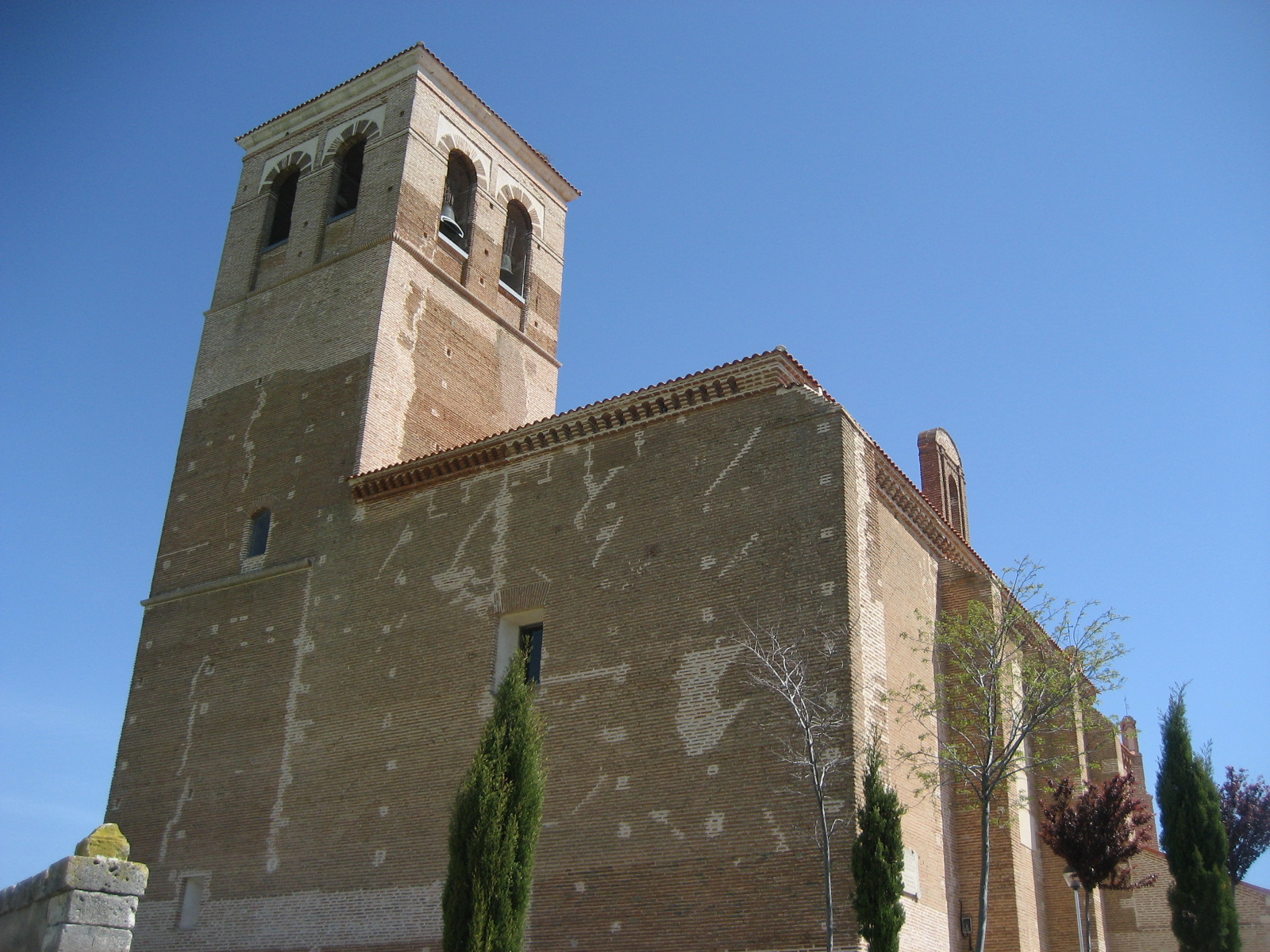
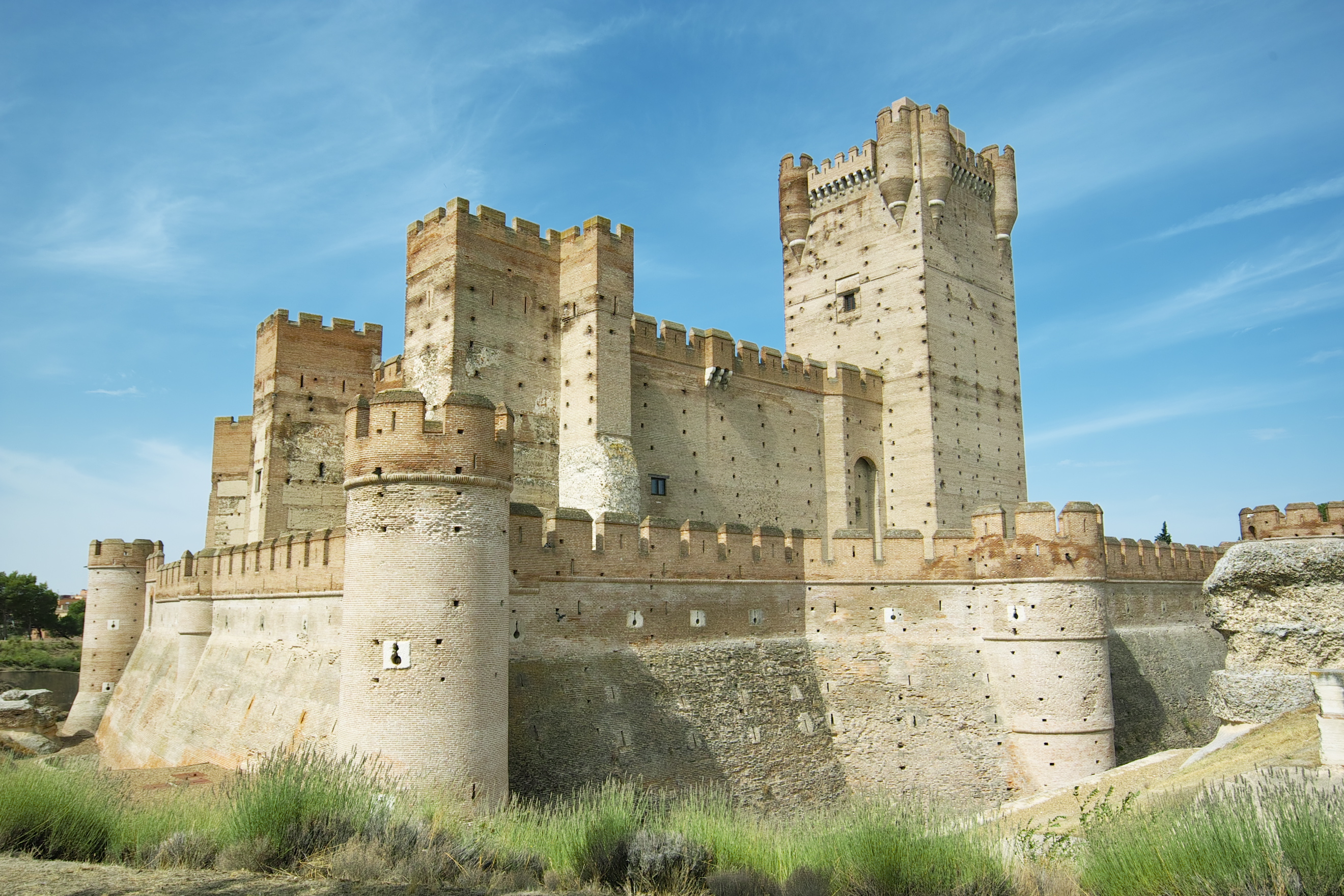
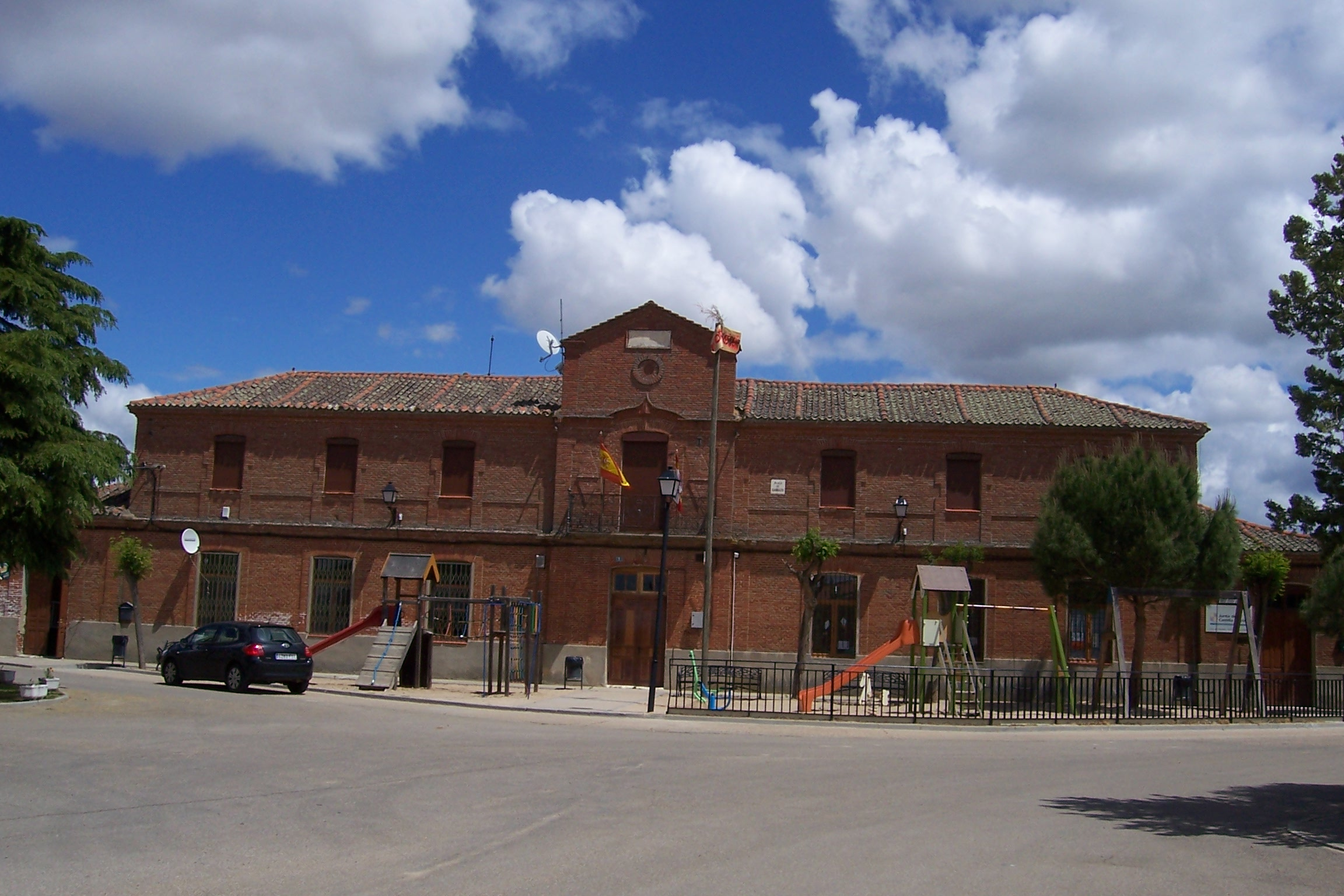
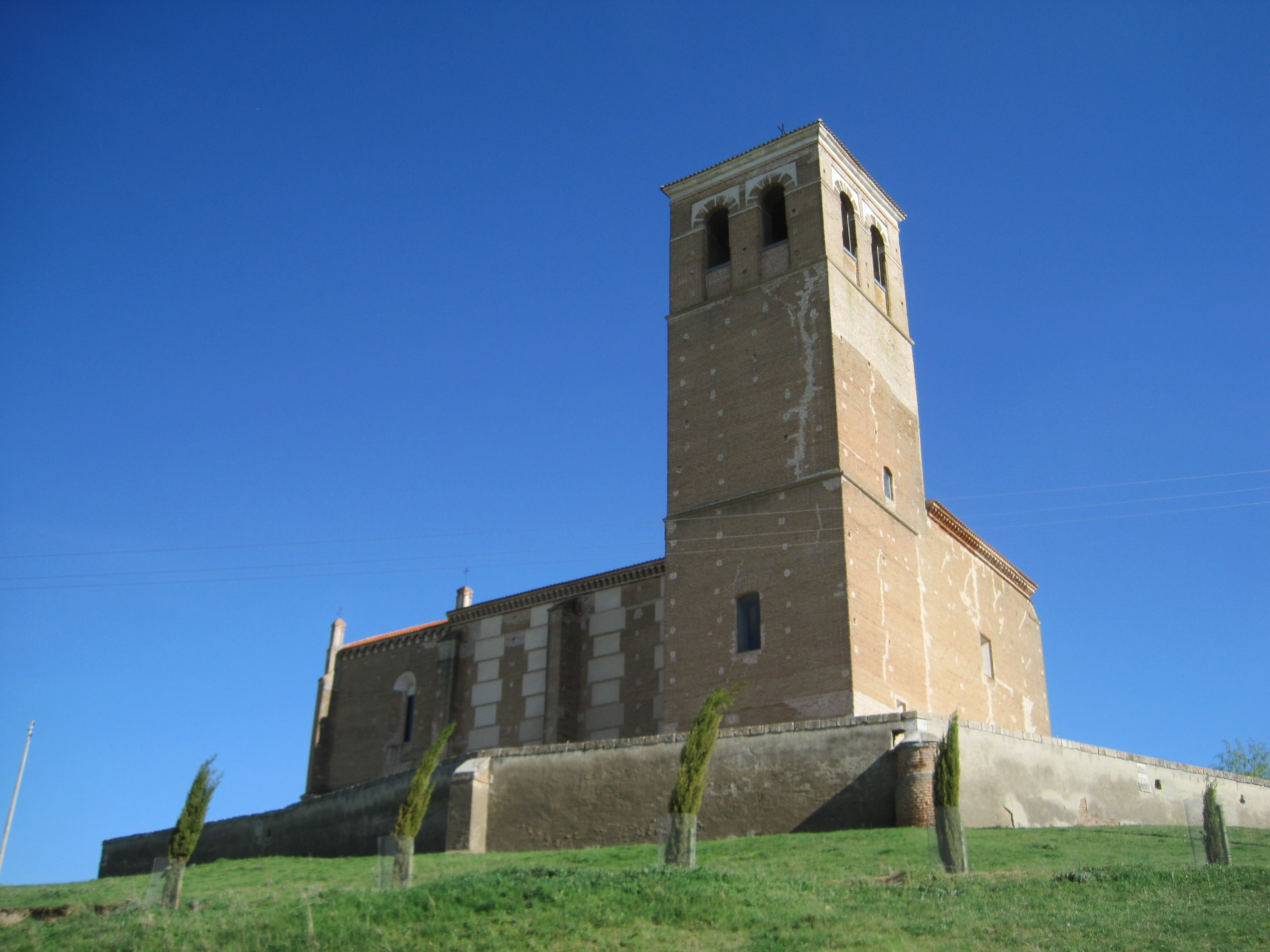
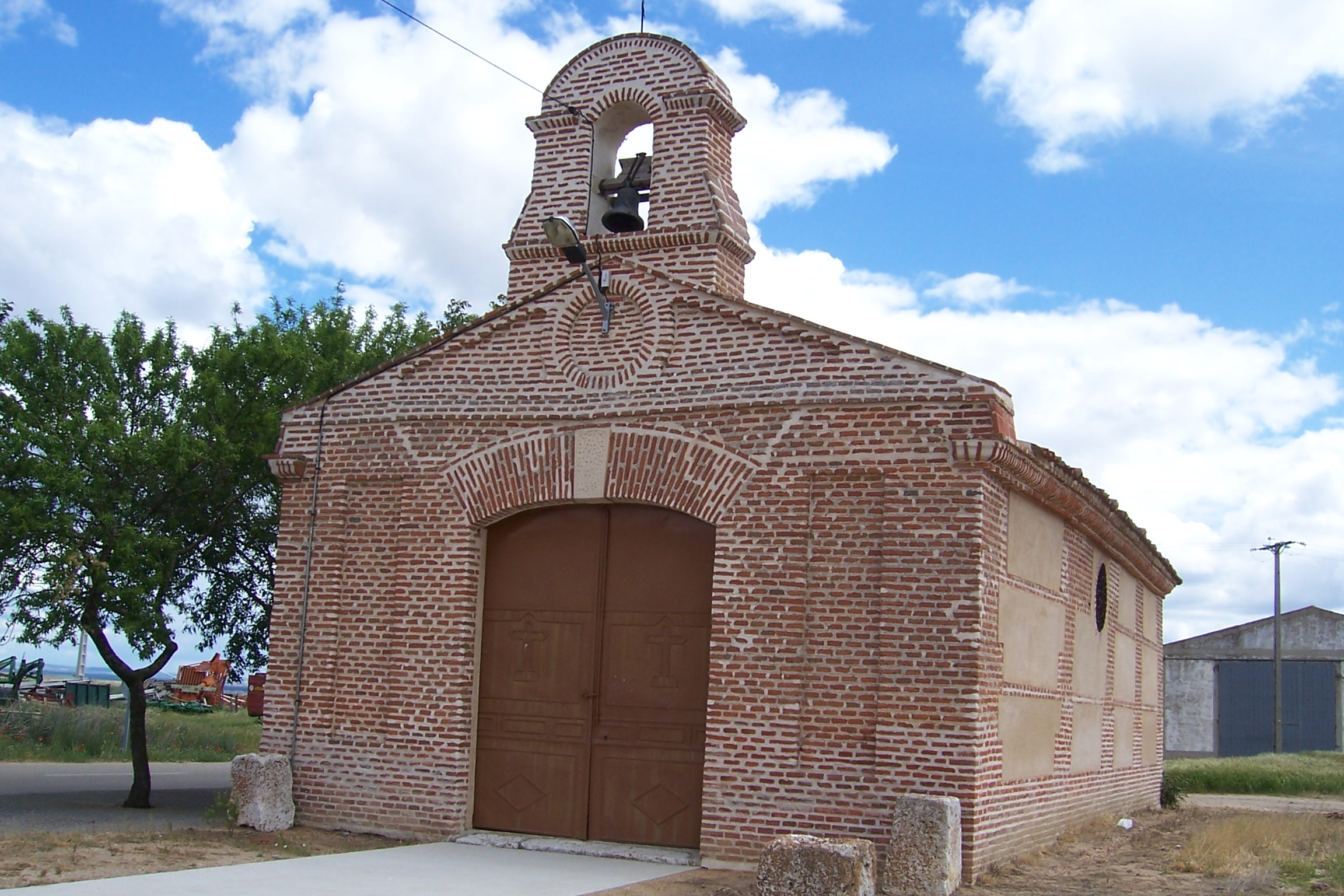

Bron: INE, 1857-2011: volkstellingen